# Fairview Park, Ohio
Fairview Park är en ort i Cuyahoga County i den amerikanska delstaten Ohio. Orten grundades 1910 som Fairview. År 1948 öppnades ett postkontor som föranledde namnbytet till Fairview Park för att undvika förväxling med en annan ort i Ohio med namnet Fairview. År 1951 blev Fairview Park city i stället för village.

## Kända personer från Fairview Park
- Dan Sullivan, politiker